# Cecilia Medina
Cecilia Medina Quiroga (sinh. Concepción, 1935) là một luật sư người Chile.

## Tiểu sử

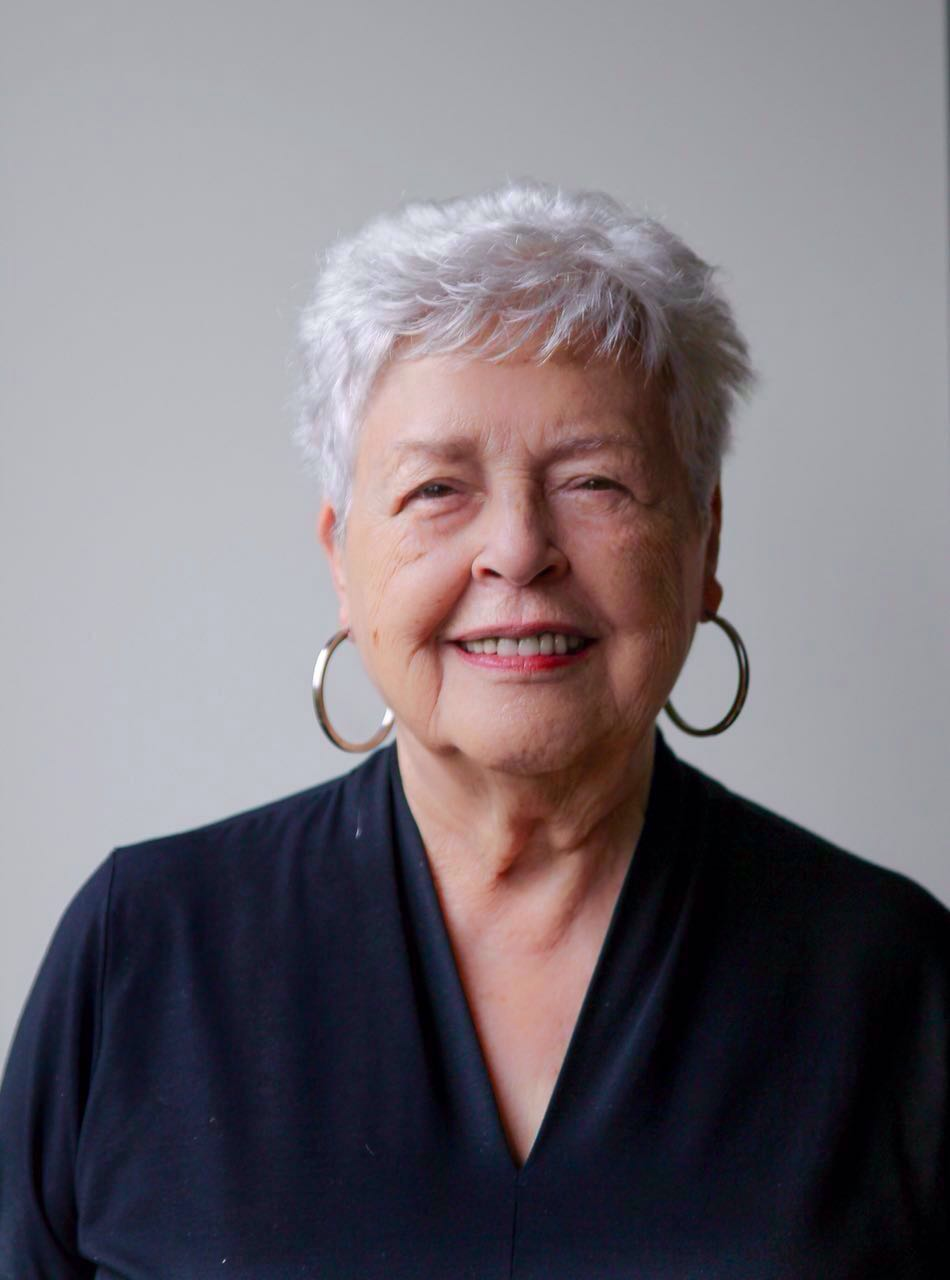
Cecilia Medina Quiroga (2016)

Cecilia Medina học ngành khoa học xã hội và pháp lý tại Đại học Chile ở Santiago và lấy bằng tiến sĩ luật tại Đại học Utrecht ở Hà Lan.
Từ năm 1995 đến 2002, bà là thành viên của Ủy ban Nhân quyền Liên Hợp Quốc, bao gồm cả giai đoạn làm chủ tịch vào năm 1999-2000. Trong khi ở Ủy ban Nhân quyền, bà là tác giả của Bình luận chung 28  về quyền của nam giới và phụ nữ như được nêu trong Điều 3 của Công ước quốc tế về các quyền dân sự và chính trị.
Năm 2004, bà được bầu vào Tòa án Nhân quyền Liên Mỹ, giữ chức phó chủ tịch vào năm 2007 và là chủ tịch của nó trong giai đoạn 2008 200809 (lần đầu tiên một phụ nữ giữ chức vụ). Năm 2004, bà cũng trở thành thành viên của Ủy ban luật sư quốc tế. Năm 2006, bà được trao giải Gruber cho quyền phụ nữ.
Vào tháng 12 năm 2006, Hội đồng Nhân quyền Liên Hợp Quốc đã chọn bà vào nhóm các chuyên gia độc lập được giao nhiệm vụ điều tra vụ việc Beit Hanoun tháng 11 năm 2006.   
Bà là đồng giám đốc, cùng với Jose Zalaquett, thuộc Trung tâm Nhân quyền của Đại học Chile, nơi bà tổ chức một khóa học sau đại học về quyền của phụ nữ để hành nghề luật sư. Bà cũng đã giảng dạy tại Đại học Lund, Viện Nhân quyền Quốc tế, Đại học Toronto, Đại học Hòa bình Liên hợp quốc, Đại học Utrecht và Đại học Harvard, và đã xuất bản rộng rãi về các vấn đề nhân quyền.